# Steyr-Daimler-Puch

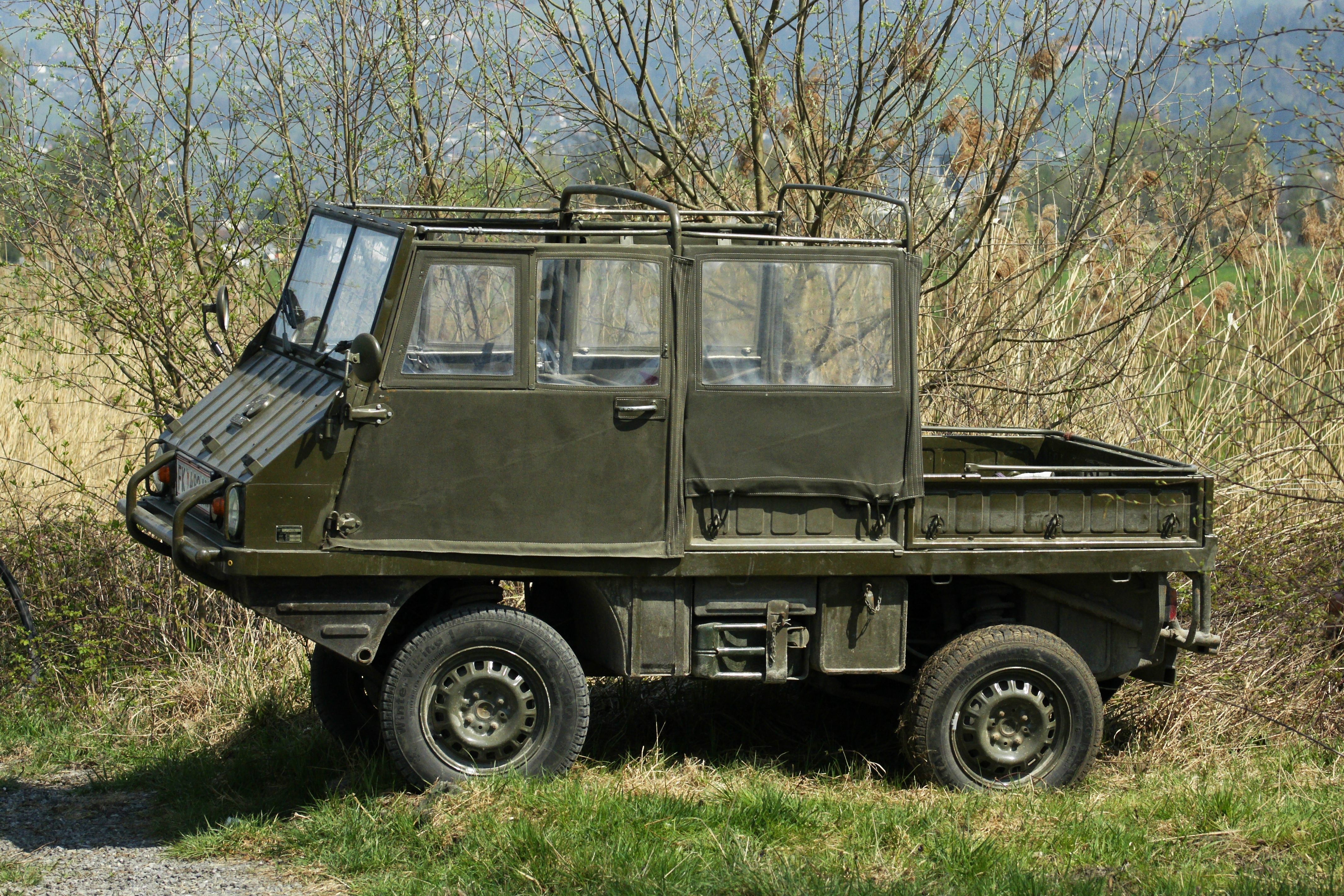
De Haflinger geproduceerd door Steyr-Daimler-Puch.

Steyr-Daimler-Puch (SDP) is een Oostenrijks conglomeraat van drie automobielfabrikanten: Austro-Daimler, Steyr en Puch. In 1934 werd het bedrijf Steyr, samen met de al gefuseerde Austro-Daimler en Puch samengevoegd tot Steyr-Daimler-Puch.
- Austro-Daimler was een producent van luxe personenauto's.
- Steyr was een producent van personenauto's en is een producent van trucks en tractors. De truckdivisie hoort tegenwoordig[(sinds) wanneer?] bij MAN AG, de tractordivisie bij CNH (Case New-Holland). Steyr Automotive otwikkelt de eLCV, een lichte bedrijfswagen.[1]
- Puch is een historisch merk van motorfietsen en bromfietsen zoals de bekende MV 50, de Monza en de Maxi.

Het concern bouwde de terreinwagens Pinzgauer en Haflinger maar produceerde ook auto's voor andere fabrikanten, waaronder Volkswagen (de Syncro modellen; met vierwielaandrijving), Mercedes-Benz (G-Klasse), Chrysler ((Grand) Voyager).
Tijdens de Tweede Wereldoorlog was het concern producent van wapentuig en misbruikte onder meer dwangarbeiders uit Außenkommando Melk, dat ressorteerde onder het concentratiekamp Mauthausen.
In 2001–2002 werd Steyr-Daimler-Puch Fahrzeugtechnik AG volledig overgenomen door Magna en werd het Magna Steyr.
- Gemeinsame Normdatei: 111164-4
- Library of Congress Control Number: n90712495
- Nationale Bibliotheek van Tsjechië: ko2017947225
- Nationale Bibliotheek van Israël: 987007268675205171
- Virtual International Authority File: 137806357